# 블루 록
《블루 록》(일본어: ブルーロック)은 카네시로 무네유키(원작), 노무라 유스케(작화)의 일본의 만화이며, 2018년 35호부터 코단샤 발행의 소년 만화잡지 「주간 소년 매거진」에서 연재 중이다.
고등학교 축구를 소재로 삼고 있으나 일본 각지에서 FW의 선수를 모아 생존을 위해 싸우게 하는 점에서 동아리나 동호회 중심인 다른 만화나 애니메이션과는 달리 살아남기 게임의 성격이 강하다. 또 유대감이나 협동심이 아닌 이기주의자를 찾는다는 주제가 특징이며 민감한 부분(일본 축구나 실존하는 선수가 언급됨)이 있기 때문에 논란의 소지가 있다. 그러나 2021년 5월에 제45회 코단샤 만화상의 소년 부문을 수상했고. 누적 발행부수가 2021년 8월 시점에 450만 부를 돌파했다.

## 줄거리
일본 대표가 축구 월드컵을 16강으로 끝낸 2018년. 일본 축구 협회는 일본을 월드컵 우승으로 이끌 스트라이커를 양성하기 위해 청소년 공격수 300명을 대상으로 한 푸른 감옥 프로젝트를 벌여 블루 록으로 불리는 시설을 건설한다. 실격자는 일본 대표 선발 자격을 영구히 잃는다는 조건 속에서 무명의 고교생 플레이어인 이사기 요이치는 세계 제일의 스트라이커가 되기 위해 계획의 전권을 가진 에고 진파치가 부과하는 시험에 도전한다.

## 목소리 출연
| 인물                           | 일본 성우         | 한국 성우 |
| ------------------------------ | ----------------- | --------- |
| 이사기 요이치(潔 世一)         | 우라 카즈키       | 김명준    |
| 에고 진파치(絵心 甚八)         | 카미야 히로시     | 강호철    |
| 바치라 메구루(蜂楽 廻)         | 카이토 타스쿠     | 이경태    |
| 바치라 메구루(어린 시절)       | 오카사키 미호     | 유혜지    |
| 치기리 효마(千切 豹馬)         | 사이토 소마       | 김다올    |
| 나기 세이시로(凪 誠士郎)       | 시마자키 노부나가 | 정의택    |
| 쿠온 와타루(久遠 渉)           | 나카자와 마사토모 | 이창민    |
| 라이치 진고(雷市 陣吾)         | 마츠오카 요시츠구 | 정의한    |
| 토키미츠 아오시(時光 青志)     | 타치바나 신노스케 | 정의한    |
| 이마무라 유다이(今村 遊大)     | 치바 쇼야         | 김민주    |
| 가가마루 긴(我牙丸 吟)         | 나카무라 슈고     | 서정익    |
| 오오가와 히비키(大川 響鬼)     | 신 유키           | 서정익    |
| 나루하야 아사히(成早 朝日)     | 카지타 다이시     | 임채빈    |
| 이에몬 오쿠히토(伊右衛門 送人) | 와타누키 류노스케 | 이승행    |
| 이가라시 구리무(五十嵐 栗夢)   | 이치카와 아오이   | 석승훈    |
| 키라 료스케(吉良 涼介)         | 스즈무라 켄이치   | 강성우    |
| 케이에리 안리(帝襟 アンリ)     | 유키무라 에리     | 김새해    |
| 이토시 린(糸師 凛)             | 우치야마 코우키   | 정주원    |
| 이토시 사에(糸師 冴)           | 사쿠라이 타카히로 | 김신우    |
| 아류 주베이(蟻生 十兵衛)       | 코니시 카츠유키   | 김신우    |
| 니코 잇키(二子 一揮)           | 하나에 나츠키     | 임혁      |
| 바로 쇼에이(馬狼 照英)         | 스와베 준이치     | 박성태    |
| 바로 쇼에이(어린 시절)         | 이시가미 시즈카   | 신나리    |
| 와니마 준이치(鰐間 淳壱)       | 스즈키 료타       | 홍승효    |
| 와니마 케이스케(鰐間 計助)     | 스즈키 료타       | 홍승효    |
| 미카게 레오(御影 玲王)         | 우치다 유마       | 신용우    |
| 츠루기 잔테츠(剣城 斬鉄)       | 오키츠 카즈유키   | 윤용식    |
| 시도 류세이(士道 龍聖)         | 나카무라 유이치   | 김영선    |
| 카라스 타비토(烏 旅人)         | 후루카와 마코토   | 남도형    |
| 오토야 에이타(乙夜 影汰)       | 카와니시 켄고     |           |
| 유키미야 켄유(雪宮 剣優)       | 에구치 타쿠야     | 김혜성    |
| 쿠니가미 렌스케(國神 錬介)     | 오노 유우키       | 김혜성    |